# Zytotoxizität
Zytotoxizität (von altgriechisch κύτος kytos „Höhlung, Gefäß, Haut“, übertragene Bedeutung auch „Zelle“, und Toxizität), auch Cytotoxizität, ist die Fähigkeit einiger chemischer Substanzen (Arzneistoffe, Viren), Zellen und Gewebe zu schädigen. Diese Schädigung kann im Zuge einer Immunreaktion auch durch Zellen des Immunsystems vermittelt werden, z. B. durch zytotoxische T-Zellen, natürliche Killerzellen, Makrophagen oder Neutrophile. Diese Schädigung führt häufig zum Zelltod; der Begriff Zytotoxizität steht aber für die generelle Schädigung, der Zelltod muss für diese Definition nicht zwangsläufig eintreten.

## Eigenschaften
Die Zytotoxizität einer Substanz kann durch eine Bestimmung der Zellviabilität bei Zugabe des Toxins im Vergleich zu einer Negativkontrolle ohne Toxin bestimmt werden (Zytotoxizitätstest), z. B. mit dem Neutralrot-Test, dem MTT-Test oder dem Trypanblau-Test.
Ein Zytotoxizitätstest von zytotoxischen T-Zellen wird in der Transplantations- und Tumorimmunologie als In-vitro-Nachweis einer zellulären Immunreaktion an MHCI-tragenden Zielzellen (alle Zellkern-haltigen Zellen von Wirbeltieren) durchgeführt, z. B. der 53Chrom-Freisetzungstest.
Bei natürlichen Killerzellen erfolgt die Bestimmung der antikörperabhängigen zellvermittelnden Zytotoxizität (ADCC) ähnlich, jedoch erfolgt der Zytotoxizitätstest erst nach Zugabe von Antikörpern. Eine positive Reaktion im Vergleich mit der Negativkontrolle ohne spezifische Antikörper zeigt eine ADCC auf.

## Zytotoxizitätsskala
Die Bestimmung der in-vitro-Zytotoxizität ist in EN ISO 10993-5:2009 beschrieben. Eine Skala dient zur Bewertung:
- 0: Akzeptanz (100 bis 81 % Zellproliferation): Das Material ist nicht zytotoxisch.
- 1: Leichte Hemmung (80 bis 71 % Zellproliferation): Das Material ist schwach toxisch.
- 2: Deutliche Hemmung (70 bis 61 % Zellproliferation): Das Material ist mäßig toxisch.
- 3: Toxizität (60 bis 0 % Zellproliferation): Das Material ist stark toxisch.

Tritt eine Stimulation ein (> 100 % Zellproliferation), gilt das Material als kanzerogen.